# Parco naturale regionale Monti Simbruini
Il parco naturale regionale Monti Simbruini è un'area naturale protetta tra le più grandi riserve naturali e parchi della Regione Lazio, con cime che raggiungono e superano i 2100 m s.l.m.

## Origine del nome
Il nome "Simbruini" deriva dall'elocuzione latina sub imbribus, traducibile con "sotto le piogge". Già gli antichi latini, infatti, notarono l'abbondanza di precipitazioni in quest'area, in alcuni anni addirittura doppie rispetto alla media regionale.

## Territorio

### Posizione geografica

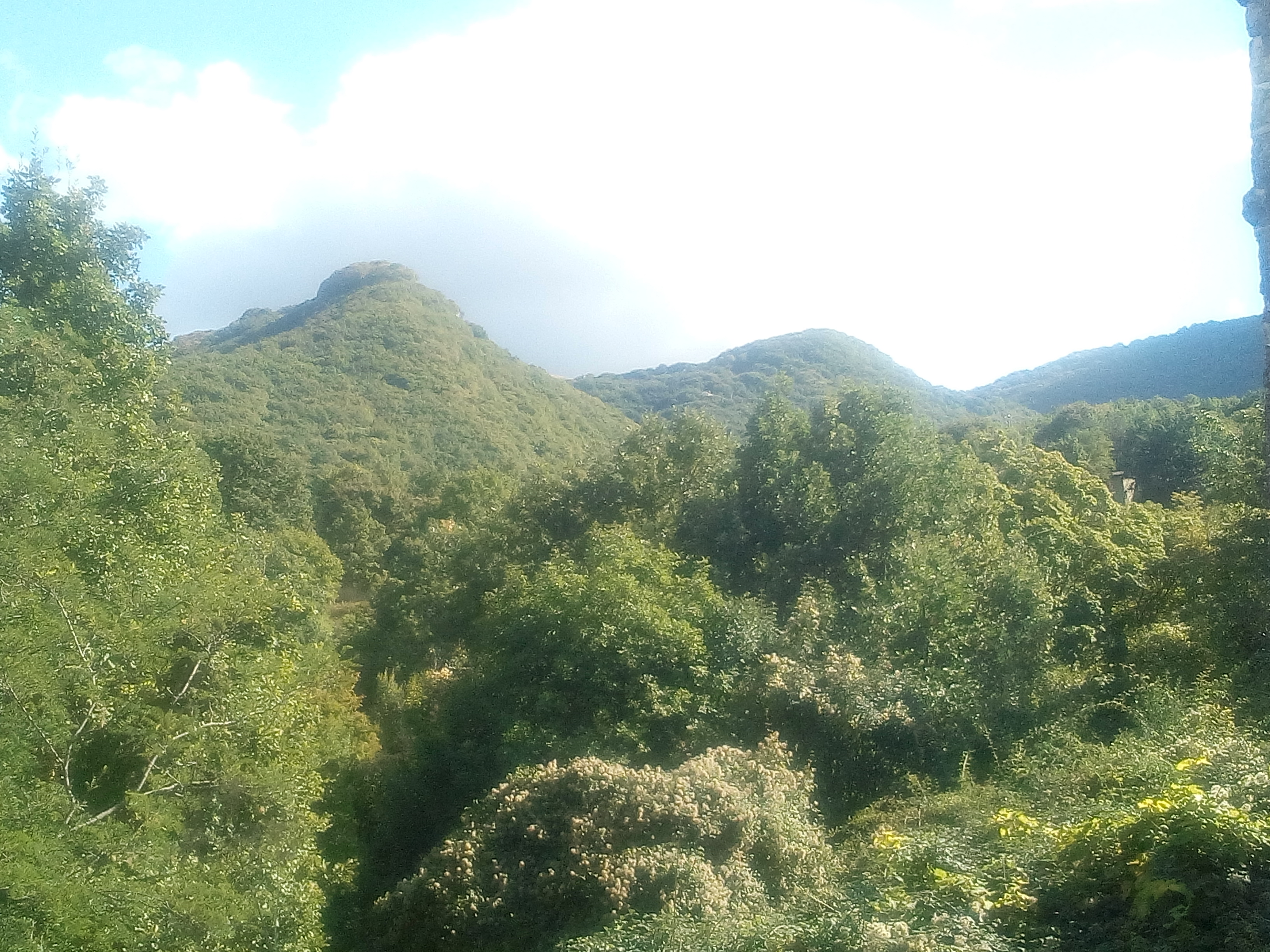
La catena montuosa vista da Camerata Nuova

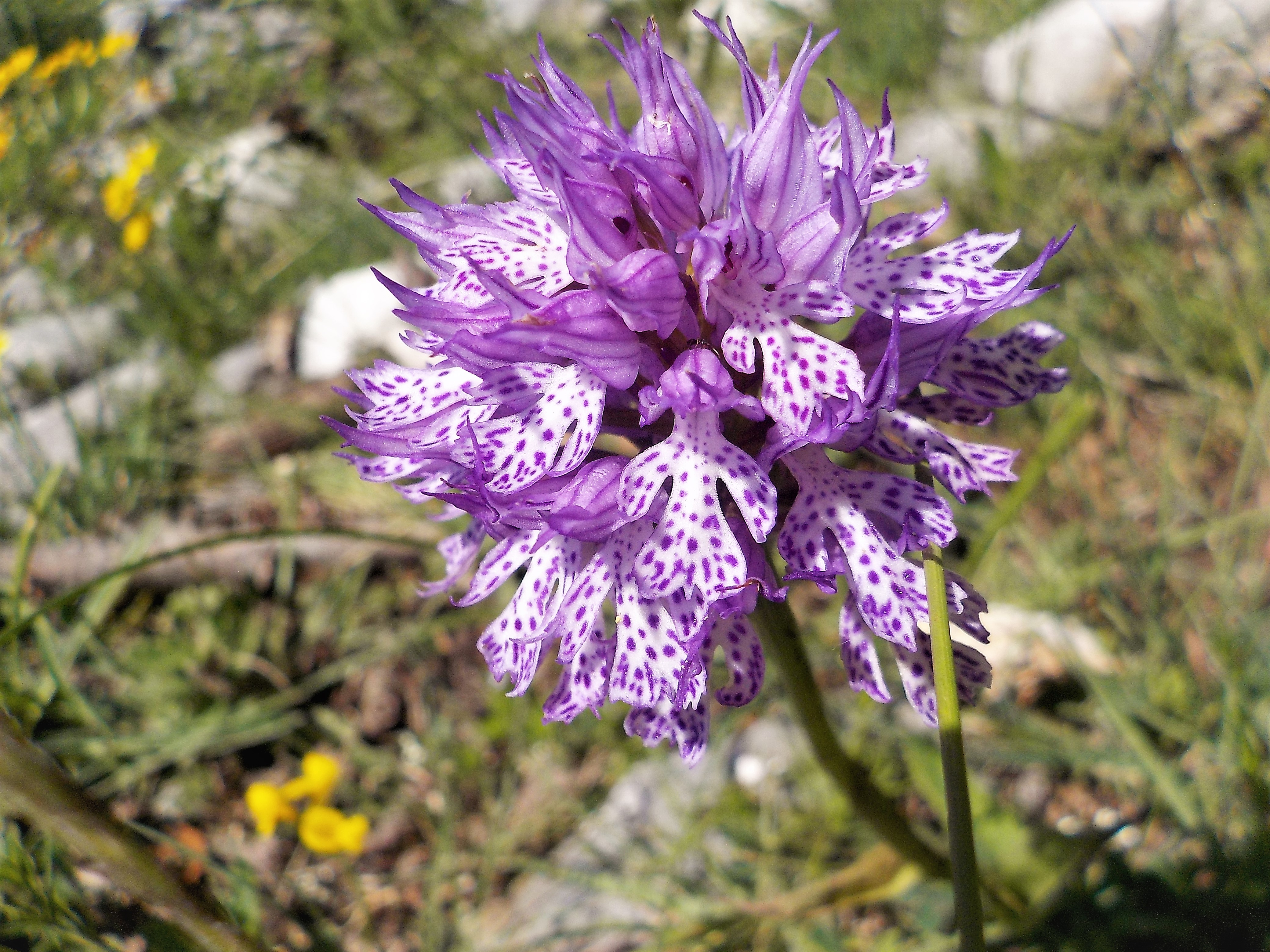
Orchidea Neotinea tridentata

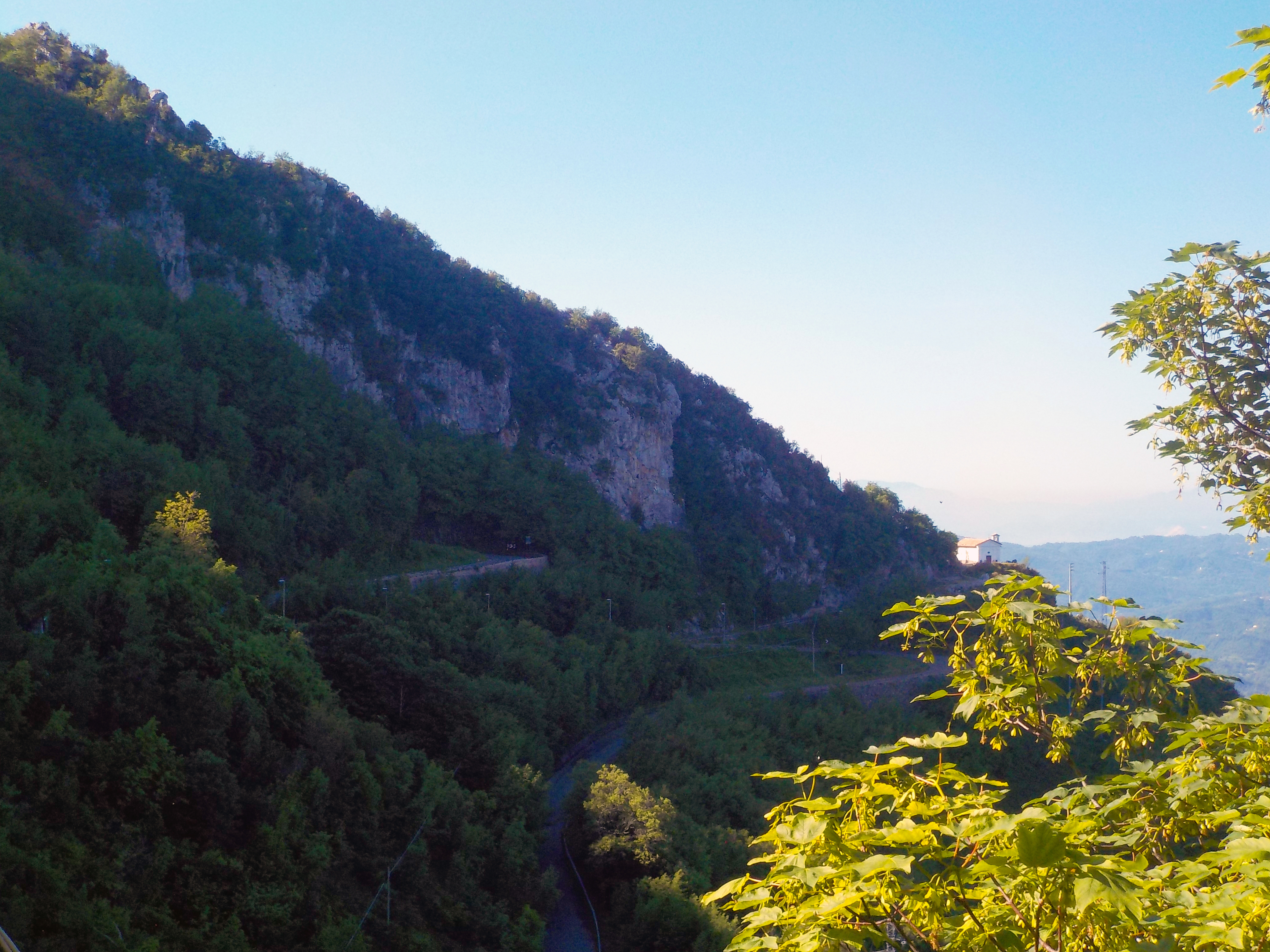
Santa Maria della Portella (Cervara di Roma)

Il territorio del parco dei Monti Simbruini ricade su 7 comuni, a cavallo tra le provincie di Roma e Frosinone. I comuni interessati sono Cervara di Roma, Camerata Nuova, Subiaco, Jenne, Vallepietra, Trevi nel Lazio e Filettino. Il limite settentrionale della più estesa area protetta della Regione Lazio combacia col confine della Regione Abruzzo, mentre a sud-ovest segue la cresta del monte Viglio, la vetta più alta del Parco (2156 metri), per scendere poi verso Pratiglio S.Onofrio seguendone la vallata fino a Capodacqua, zona a valle di Trevi nel Lazio. Da quel punto fino a Subiaco il confine corrisponde con il corso del fiume Aniene.

### Geomorfologia e idrogeologia
Il territorio è di natura spiccatamente carsica: infatti, gli Appennini si sono formati all'inizio del Neogene, circa 20 milioni di anni fa, a causa dello "scontro" tra la placca eurasiatica e quella africana. Il successivo scivolamento della prima placca sotto la seconda provocò l'innalzamento della catena appenninica dal fondo della Tetide, il mare primordiale che fino ad allora la ricopriva. Il movimento di subduzione continua tuttora, ed è la causa dell'intensa attività vulcanica e sismica di tutta la fascia appenninica.
La fuoriuscita delle terre dal mare ebbe come una delle sue conseguenze il deposito sul terreno emerso di una enorme quantità di molluschi primordiali (come le rudiste), i cui gusci, ricchi di carbonato di calcio, decomponendosi crearono la roccia calcarea, permeabile e bianchissima, che costituisce praticamente tutto l'Appennino. D'altronde, non è raro trovare incastonati nelle rocce appenniniche dei fossili di rudiste e di altri antichi abitanti della Tetide.
Questa tipologia di rocce, come già detto, è caratterizzata da una grande permeabilità e solubilità, il che, sotto l'azione dell'erosione esercitata dalle precipitazioni meteoriche, ha determinato la creazione, nel sottosuolo appenninico e quindi anche dei Simbruini, di una fitta rete di grotte, canali e falde freatiche che conferiscono a quest'area la sua grande importanza relativamente all'approvvigionamento idrico di Roma e dintorni (di cui si dirà appresso). È tipico dei Simbruini incontrare ampi pianori in quota (Camposecco, Campaegli, Fondi di Jenne, Campo della Pietra), che raggiungono i 500 ettari di superficie, e su cui si può constatare l'abbondante presenza di "buchi" nel terreno che hanno la forma di grossi imbuti ovvero doline o inghiottitoi. La loro funzione è il drenaggio delle acque meteoriche verso il sottosuolo.
Per il resto, la maggior parte del Parco (molto oltre l'80%) è ricoperta da fitti boschi e, data l'alta quota media, soprattutto da faggete. Il Parco ne ospita una tra le più grandi (e più intatte) d'Europa.

## Antropizzazione
Un'altra peculiarità del territorio dei Simbruini è la scarsissima antropizzazione: su 30.000 ettari di superficie, escludendo il centro abitato di Subiaco che, pur essendo più popoloso, si trova fuori dai confini del Parco, si contano circa 1 800 abitanti (densità = 6 abitanti / km²). Tale numero oltretutto è destinato a contrarsi ulteriormente nei prossimi anni perché sempre di più i giovani in cerca di occupazione lasciano i propri paesini di origine per trasferirsi in altri posti (perlopiù a Roma e sul litorale romano, principalmente ad Aprilia, Nettuno e Anzio). Negli ultimi 10 anni si è riscontrato un calo medio del 15% della popolazione residente. Le aree naturali antropizzate più note del parco sono Campaegli, Monte Livata e Camporotondo, quest'ultima località situata esternamente all'area protetta in territorio marsicano.

## Flora
Nel Parco si trovano estese aree boschive (soprattutto faggete) di alto e piccolo fusto, insieme a zone prative ancora destinate al pascolo, mentre sono presenti numerose specie vegetali; tra quelle arboree, spiccano la roverella, il carpino, il nocciolo, il castagno e il faggio, mentre specialmente sui versanti montuosi esposti a sud troviamo anche leccio e terebinto. Sono presenti anche specie vegetali poco frequenti quali l'acero montano, il sorbo degli uccellatori ed il tasso, pianta sempreverde molto rara appartenente alle specie protette.
Nelle zone montane la compattezza della macchia rende il sottobosco povero di specie ad esclusione di svariati tipi di funghi (tra i commestibili: porcini, prataioli, galletti e mazze di tamburo). Molto importanti, per la vita degli animali e per l'uomo, sono anche i frutti del sottobosco, quali il ribes alpino, il mirtillo rosso, i lamponi e le fragole.
Tra le essenze floreali, troviamo le caratteristiche orchidee, la genziana, il giglio e le viole, ma, più in generale la ricchezza della flora dei Monti Simbruini è documentata da studi botanici che hanno censito oltre mille specie vegetali.

## Fauna
Per quanto riguarda la fauna presente sul territorio, è documentata la presenza del lupo appenninico, (un branco di lupi, complice l'abbondante nevicata e le rigide temperature, è stato avvistato fin dentro i centri abitati, come a Filettino nel febbraio del 2012) mentre ci sono stati sporadici avvistamenti dell'orso bruno marsicano, proveniente probabilmente dal vicino Parco nazionale d'Abruzzo, Lazio e Molise.
Secondo il Piano di Azione per la Tutela dell'Orso bruno Marsicano (PATOM) del Ministrero dell'Ambiente, il parco e le sue aree limitrofe (Monti Ernici) sono in grado di ospitare la più importante popolazione di orso marsicano dopo quella del Parco nazionale d'Abruzzo, Lazio e Molise, con 40-45 orsi, di cui 14 femmine adulte riproduttive.

Grazie ad un progetto di reintroduzione del cervo, nel 2008-09 sono stati liberati 50 esemplari.
Presenti la volpe e il capriolo. In forte espansione è soprattutto il cinghiale; probabile la presenza del gatto selvatico; si trovano anche piccoli carnivori, come la martora, la donnola, la faina e il tasso. 
Tra gli uccelli notevole importanza ha l'aquila reale (specie nei pressi di Vallepietra) oltre al falco pellegrino (scelto come simbolo del parco) sulle pareti rocciose. Numerosi invece i rapaci di bosco come l'astore e lo sparviero, mentre tra i notturni predominano la civetta, il barbagianni e l'allocco.
Nei boschi di quercia e di faggio si può facilmente udire il grido della ghiandaia (dalle caratteristiche piume azzurre) e della cornacchia, oltre al tambureggiare delle numerose specie di picchi.
Gli estesi boschi del Parco ospitano topolini selvatici, ghiri e scoiattoli ma anche ricci, istrici e rettili, come la vipera, il biacco, il saettone e due specie di bisce, quella dal collare e quella tessellata.
Nel fiume Aniene che attraversa il Parco si trovano, per la presenza di acque pulite e ossigenate, la caratteristica trota fario e quella d'allevamento, oltre al gambero di fiume. nei fontanili si rinviene la salamandrina dagli occhiali e varie specie di tritoni.
Sotto le pietre del letto del fiume e dei numerosi torrenti, è possibile scorgere larve di plecotteri, efemerotteri e tricotteri, appartenenti alla classe degli insetti, indicatori di buona qualità delle acque.